# Otto Kloeppel
Otto Ferdinand Julius Kloeppel (* 10. Oktober 1873 in Köln; † 23. Januar 1942 in Danzig) war ein deutscher Architekt und Hochschullehrer.

## Leben
Nach dem Abitur in der Thomasschule zu Leipzig (1892) studierte Kloeppel Architektur und Baukunst in Charlottenburg, München und Karlsruhe. 1896 bestand er die erste Staatsprüfung zum Regierungsbauführer (Referendar).
Er war beim Bau des Polizeipräsidiums in Danzig 1902–1905 tätig und wurde dafür mit dem Kronenorden IV. Klasse ausgezeichnet. Danach war er 1906–1910 beim Bau der Polizeiinspektion in Charlottenburg beschäftigt, zusammen mit seinem Schwiegervater Oskar Launer. 1912 wurde er zum Professor für Baukonstruktion und Städtebau an der Technischen Hochschule Danzig berufen.
Als Hauptmann der Landwehr nahm er am Ersten Weltkrieg teil und wurde dabei als Führer des II. Bataillons des 13. Königlich Sächsischen Infanterie-Regiments Nr. 178 eingesetzt. Für seine Verdienste wurde Kloeppel mit dem Eisernen Kreuz II. und I. Klasse sowie dem Ritterkreuz I. Klasse des Albrechts-Ordens und am 29. August 1918 mit dem Ritterkreuz des Militär-St. Heinrichs-Ordens ausgezeichnet.
Nach dem Kriegsende setzte er seine Tätigkeit an der Technischen Hochschule Danzig fort. Er wurde für das Amtsjahr 1926/1927 zum Rektor gewählt. Im November 1933 unterzeichnete er das Bekenntnis der deutschen Professoren zu Adolf Hitler.
Er hat selbständig oder in Teamarbeit mehrere Danziger Bauvorhaben entworfen, u. a. das Grand Hotel in Zoppot und den Umbau des Theatergebäudes am Kohlenmarkt.
Er leitete die Danziger Denkmalschutzbehörde und verhinderte den Abbruch der historischen Bürgerhäuser an der Langgasse und der Renaissance-Stadttore: des Niedertores und des Langgarter Tores.
Seine Studenten führten die Vermessungsarbeiten Danziger Baudenkmäler durch. 1933–1935 leitete er die Renovierungsarbeiten an der Danziger Marienkirche.
1938 trat er in den Ruhestand.

## Schriften
- Friderizianisches Barock. 1908.
- Westpreußischer Architekten- und Ingenieur-Verein (Hrsg.): Danzig und seine Bauten. W. Ernst & Sohn, Berlin 1908. (als Mitautor)
- Danzig am Scheidewege (1628–1928). Stilke, Danzig 1928.
- Die Marienkirche in Danzig und das Hüttengeheimnis vom Gerechten Steinmetzengrund. Kafemann, Danzig 1935.
- Das Stadtbild von Danzig in den drei Jahrhunderten seiner großen Geschichte. Kafemann, Danzig 1937.